# Système embarqué mobile
Pour les articles homonymes, voir SEM.
 (juin 2012).
Si vous disposez d'ouvrages ou d'articles de référence ou si vous connaissez des sites web de qualité traitant du thème abordé ici, merci de compléter l'article en donnant les références utiles à sa vérifiabilité et en les liant à la section « Notes et références ».

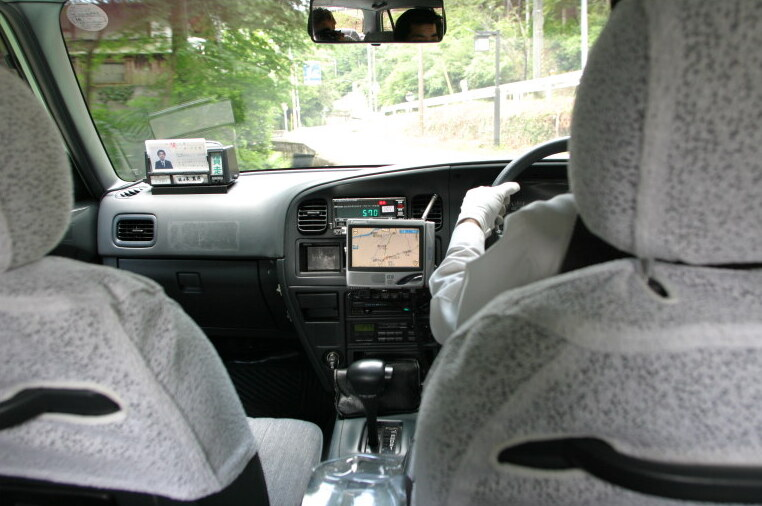
Trajet en taxi à travers Kyoto, système de navigation GPS installé.

Le système embarqué mobile est un système embarqué dont la localisation (sa position relative au reste du système d'information) change fréquemment en fonction du temps, tel un récepteur GPS installé dans une automobile.
Ainsi on peut appliquer cette définition par récurrence et parler d'imbrication de systèmes embarqués mobiles dans d'autres systèmes embarqués ; par exemple, un composant terminal GPS qui est embarqué/enfoui dans un terminal GSM, mobile lui aussi.

## Histoire
Cet équipement apparaît en 2000[réf. nécessaire].

## Exemples de véhicules équipés
- Peugeot 207 GPS RT3 Couleur (remplacé par RT4 dès l'été 2007)
- Peugeot 406
- Citroën Xsara
- Citroën C8 - Fiat Ulysse II - Lancia Phedra - Peugeot 807
- Peugeot 207